# Alvarenga (Minas Gerais)
Alvarenga is een gemeente in de Braziliaanse deelstaat Minas Gerais. De gemeente telt 4.545 inwoners (schatting 2009).

## Aangrenzende gemeenten
De gemeente grenst aan Conselheiro Pena, Inhapim, Pocrane en Tarumirim.